# Morti nel 1977/Senza giorno specificato
| Questa pagina contiene informazioni ricavate automaticamente dalle voci biografiche con l'ausilio del template Bio e di un bot. L'aggiornamento è periodico e automatico e ricostruisce completamente la pagina. Se manca una persona in questa lista, sei pregato di non aggiungerla, ma accertati piuttosto che la sua voce biografica contenga il template Bio e che i dati anagrafici siano correttamente compilati. Se il template Bio manca, inseriscilo tu stesso o, in alternativa, metti l'avviso {{tmp\|Bio}} che ne segnala la mancanza. Se i dati riportati sono sbagliati, correggi direttamente la voce biografica; le modifiche saranno visibili in questa lista entro pochi giorni. Per chiarimenti vedi il progetto biografie. La lista contiene solo le 77 persone che sono citate nell'enciclopedia e per le quali è stato implementato correttamente il template Bio. Pagina aggiornata al 3 mar 2024. |

- Pietro Angelini, pittore italiano (n. 1888)
- Rino Anzi, fumettista italiano (n. 1910)
- Aldo Bandinelli, pittore e illustratore italiano (n. 1897)
- Venancio Bartibás, calciatore uruguaiano (n. 1906)
- Dino Basaldella, scultore italiano (n. 1909)
- Kurt Volmar Berger, ingegnere finlandese (n. 1896)
- Gaetano Bertelli, politico italiano (n. 1893)
- Humbert-Louis Bonardelly, cestista svizzero (n. 1904)
- Renato Borraccetti, regista e sceneggiatore italiano (n. 1903)
- Eleonora Bracco, archeologa italiana (n. 1905)
- Luigi Caldarulo, calciatore italiano (n. 1912)
- Gaspare Canino, artista italiano (n. 1900)
- Angela Carugati, pittrice italiana (n. 1881)
- Eugenio Chiaradia, giocatore di bridge italiano (n. 1917)
- Irene Chini Coccoli, partigiana e politica italiana (n. 1893)
- Emidio Ciucci, architetto italiano (n. 1901)
- Leone Concato, giornalista, aviatore e imprenditore italiano (n. 1912)
- Elsie Cameron Corbett, militare britannica (n. 1893)
- Vito Antonio Di Cagno, imprenditore e politico italiano (n. 1897)
- Alice Domon, monaca cristiana francese (n. 1937)
- Tom Dragna, mafioso italiano (n. 1889)
- Lidio Ettorre, anarchico italiano (n. 1893)
- Remo Fabbri, pittore italiano (n. 1890)
- Konstantin Aleksandrovič Fedin, scrittore sovietico (n. 1892)
- Naum Gabo, scultore, pittore e scenografo russo (n. 1890)
- Tomaso Gropallo, scrittore italiano (n. 1898)
- Mario Gros, disegnatore e pittore italiano (n. 1888)
- Aramis Guelfi, politico italiano (n. 1905)
- Aleksandr Juchnovskij, militare ucraino (n. 1925)
- Karl Krof, calciatore austriaco (n. 1888)
- József Künsztler, allenatore di calcio e calciatore ungherese (n. 1897)
- Betto Lotti, pittore e incisore italiano (n. 1894)
- Michele Marelli, architetto e designer italiano (n. 1897)
- Joan Matamala, scultore spagnolo (n. 1893)
- Maria Teresa Mazzei Fabbricotti, pittrice italiana (n. 1893)
- Cristoforo Mercati, scrittore, pittore e poeta italiano (n. 1908)
- Ray Middleton, allenatore di calcio e calciatore inglese (n. 1919)
- Ingrun Helgard Möckel, modella tedesca (n. 1942)
- Reg Osborne, calciatore inglese (n. 1898)
- Rina Breda Paltrinieri, scrittrice italiana (n. 1891)
- Odoacre Pardini, calciatore e allenatore di calcio italiano (n. 1904)
- Eraldo Patrucco, calciatore italiano (n. 1906)
- Tullio Pavolini, dirigente sportivo italiano
- Stanislao Pecci, nobile e diplomatico italiano (n. 1891)
- Julian Pękala, vescovo vetero-cattolico polacco (n. 1904)
- Ferdinando Peretti, imprenditore italiano (n. 1896)
- Mary Pittaluga, storica dell'arte italiana (n. 1891)
- María Ponce, attivista argentina (n. 1924)
- Salvatore Pucci, compositore, direttore di banda e editore italiano (n. 1894)
- José Quintanilla, calciatore salvadoregno (n. 1947)
- Giulio Raffaele, medico italiano (n. 1895)
- Rosa Ramalho, ceramista portoghese (n. 1888)
- Walter Rethel, progettista, imprenditore e ingegnere aeronautico tedesco (n. 1892)
- Raffaello Riccardi, politico e dirigente sportivo italiano (n. 1899)
- Luigi Rum, partigiano e sindacalista italiano (n. 1925)
- Abdollah Saedi, calciatore iraniano (n. 1942)
- Joseph Chhmar Salas, vescovo cattolico cambogiano (n. 1937)
- Angelo Simion, politico italiano
- Song Junfu, allenatore di pallacanestro cinese (n. 1897)
- Mario Spagnoli, imprenditore italiano (n. 1900)
- Henri Stoelen, pallanuotista belga (n. 1906)
- Miguel Benancio Sánchez, atleta argentino (n. 1952)
- Dolores Tamburini, montatrice italiana (n. 1911)
- Watcyn Thomas, rugbista a 15 gallese (n. 1906)
- Bill Tilman, alpinista e esploratore britannico (n. 1898)
- Federico Trecco, politico e militare italiano (n. 1893)
- Augusto Ugolini, generale e militare italiano (n. 1887)
- Jean-Pierre Vermetten, pallanuotista belga (n. 1895)
- Azucena Villaflor, attivista argentina (n. 1924)
- Carl Wagner, chimico tedesco (n. 1901)
- Ellis Wilson, artista statunitense (n. 1899)
- Leon J. Wood, teologo e biblista statunitense (n. 1918)
- Armando Zanetti, giornalista e antifascista italiano (n. 1890)
- Aleksander Zawisza, politico polacco (n. 1896)
- Sa'd bin Sa'ud Al Sa'ud, principe, politico e militare saudita (n. 1924)
- Franco Monicelli, drammaturgo, giornalista e sceneggiatore italiano (n. 1912)
- Muhammad Husayn al-Dhahabi, docente e politico egiziano (n. 1915)